# Distrito Histórico de Virginia Park
El Distrito Histórico de Virginia Park está ubicado en el lado norte de New Center, un área en Detroit, Michigan, a ambos lados de Virginia Park Street desde Woodward Avenue hasta la carretera de acceso a la autopista John C. Lodge. Fue incluido en el Registro Nacional de Lugares Históricos en 1982.
Es un ejemplo de una comunidad residencial bien conservada de finales del siglo XIX a principios del siglo XX. Las casas son testimonios de la riqueza de los primeros residentes de Virginia Park, ya que el área fue concebida como un enclave de clase media alta. Muchas residencias fueron completadas por destacados arquitectos de Detroit y muestran una diversidad de estilos.

## Historia
El distrito fue diseñado en 1893 por John W. Leggett, Frank E. Snow y Joseph C. Hough. Se repartieron 92 lotes y cada uno de ellos recibió un nombre (como Tanglewood, Thisteldown y Sorrento) en el plano original. Los desarrolladores pusieron una serie de restricciones para garantizar una comunidad atractiva. Este tranquilo bulevar atrajo a una mezcla de empresarios y profesionales. Las primeras casas se construyeron en 1895 y para 1908 ya había más de dos docenas.
Para 1910 los propietarios comenzaron a preocuparse por el efecto de la creciente comercialización de Woodward Avenue en el valor de las propiedades, y formaron la Asociación de Mejoras de Virginia Avenue. La asociación propuso remodelar la subdivisión y desarrolló una entrada atractiva a la comunidad.  
El vecindario continuó prosperando durante la década de 1920, pero en la década de 1930 sufrió la Gran Depresión, cuyos efectos continuaron durante la década de 1940. En las décadas de 1950 y 1960 muchas de las casas tenían propietarios ausentes o estaban divididas en pensiones. 
El Motel Algiers, en un momento ubicado en la esquina de Virginia Park y Woodward, fue el escenario de un incidente de brutalidad policial durante los disturbios de 1967. Allí, tres hombres murieron y otros fueron golpeados.
En 1979, General Motors anunció su plan para renovar el área al norte de su sede mundial. Esto fomentó la rehabilitación en Virginia Park. El Motel Algiers fue demolido en 1979 y reemplazado por un espacio para un parque. Se considera que Virginia Park marca el límite norte del New Center.

## Descripción

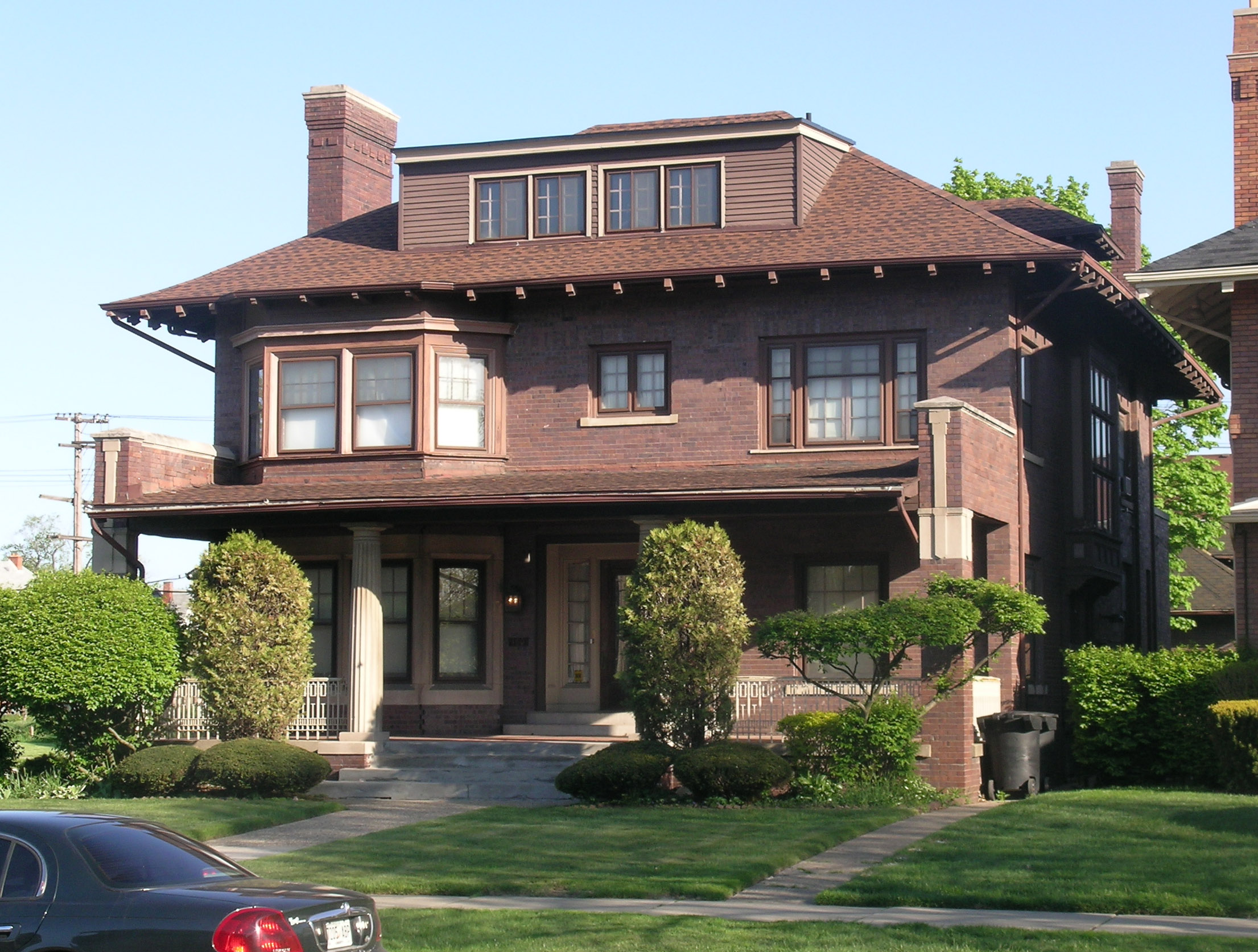
Casa en Virginia Park.

El distrito  se dividió en una serie de lotes de 50 pies de ancho y 163 pies de profundidad. Las restricciones originales en el vecindario aseguraron una uniformidad en el paisaje urbano. Todos los edificios están construidos con ladrillo o piedra y tienen el mismo retroceso respecto a la calle. Todas son casas unifamiliares, con no más de una casa en cada lote de cincuenta pies.
En el momento de su designación histórica, el distrito incluía 57 estructuras, todas menos tres de las cuales contribuyen al carácter histórico del vecindario. Las estructuras que no contribuyeron incluyeron un edificio de apartamentos en 650 Virginia Park, un edificio de oficinas en 613 Virginia Park y un hospital (demolido en 2014) en 801-831 Virginia Park. Cincuenta y una de las estructuras contribuyentes se utilizaron como viviendas, dos como oficinas y una como casa de reposo. Las residencias se construyeron entre 1895 y 1915, con las estructuras más antiguas ubicadas más cerca de Woodward y las más nuevas, en general, más al oeste.